# 散宜生

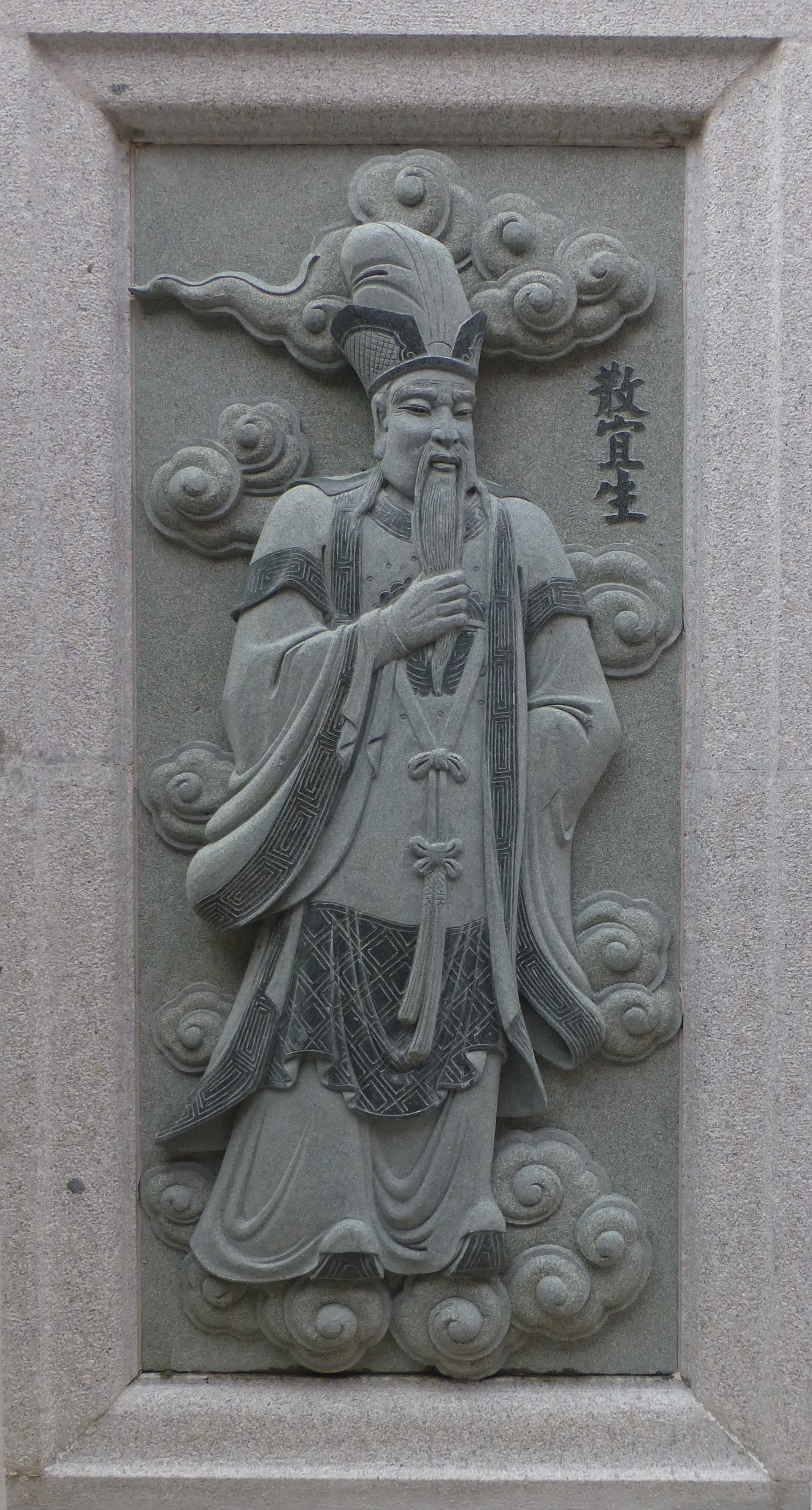
散宜生

散宜生（さんぎせい、生没年不詳）は古代中国周王朝の始祖・文王（姫昌）から、周王朝創始者・武王（姫発）の二代に使えた重臣。文王が費仲・尤渾の策略により殷王帝辛の命で幽閉された際、費仲・尤渾に女や金銀財宝を贈賄し文王を解放させた功臣である。

## 実在性
散宜生は封神演義を始めとする物語に度々登場する人物ではあるが、史書上での記載は「史記・周本記」にしかなく、謎に包まれた人物である。現代では他に文王、武王に使えた賢臣と合わせて十賢人と呼ばれていることもあるが、その十賢人自体も封神演義に登場した架空の人物によって構成されているため、実在した散宜生がどのような人物であったかは未だ不明である。

## 登場作品
- 「殷周伝説」横山光輝　文王の霊台建設の際の補佐など重要な場面で度々登場し賢臣として描かれている。[4]

- 「封神演義」　周公旦と共に政治を司る重臣として登場する